# Llista de biblioteques de Sabadell
Llista de biblioteques de Sabadell incloses en el Directori de Biblioteques de Catalunya.
| Nom                                                                     | Municipi | Adreça                               | Titularitat            | Codi? | Imatge                                                                                     |
| ----------------------------------------------------------------------- | -------- | ------------------------------------ | ---------------------- | ----- | ------------------------------------------------------------------------------------------ |
| Biblioteca dels Jutjats de Sabadell                                     | Sabadell | Av. Francesc Macià, 36 coord.        | Generalitat            | E0059 | Biblioteca dels Jutjats de Sabadell · Carregueu una nova foto                              |
| Biblioteca Judicial de Barcelona (Comarques)                            | Sabadell | Av. Francesc Macià, 36 coord.        | Generalitat            | E0060 | Biblioteca Judicial de Barcelona (Comarques) · Carregueu una nova foto                     |
| Biblioteca Cambra Oficial de Comerç i Indústria de Sabadell             | Sabadell | Av. de Francesc Macià, 35 coord.     | Privada                | E0153 | Biblioteca Cambra Oficial de Comerç i Indústria de Sabadell · Carregueu una nova foto      |
| Arxiu Històric de Sabadell. Biblioteca                                  | Sabadell | C. Indústria, 32-34 coord.           | Ajuntament             | E0208 | Arxiu Històric de Sabadell · Vegeu més fotos · Carregueu una nova foto                     |
| Fundació Bosch i Cardellach. Biblioteca Miquel Carreras                 | Sabadell | C. Indústria, 18, baixos coord.      | Privada                | E0209 | Fundació Bosch i Cardellach · Carregueu una nova foto                                      |
| Biblioteca del Gremi de Fabricants de Sabadell                          | Sabadell | C. Sant Quirze, 30 coord.            | Privada                | E0269 | Biblioteca del Gremi de Fabricants de Sabadell · Vegeu més fotos · Carregueu una nova foto |
| Biblioteca - Arxiu Petro Nuez                                           | Sabadell | C. Papa Pius XI, 130 coord.          | Privada                | E0303 | Biblioteca - Arxiu Petro Nuez · Carregueu una nova foto                                    |
| Biblioteca de la Serra                                                  | Sabadell | Pl. Cristóbal Ramos, 1 coord.        | Ajuntament             | P0055 | Biblioteca La Serra · Carregueu una nova foto                                              |
| Biblioteca Vapor Badia                                                  | Sabadell | C. de les Tres Creus, 127-129 coord. | Ajuntament             | P0094 | Biblioteca Vapor Badia · Vegeu més fotos · Carregueu una nova foto                         |
| Biblioteca del Nord                                                     | Sabadell | Rda. de Navacerrada, 60 coord.       | Ajuntament             | P0104 | Biblioteca del Nord · Vegeu més fotos · Carregueu una nova foto                            |
| Biblioteca Els Safareigs                                                | Sabadell | C. Papa Pius XI, 165 coord.          | Ajuntament             | P0233 | Biblioteca Els Safareigs · Vegeu més fotos · Carregueu una nova foto                       |
| Biblioteca Can Puiggener                                                | Sabadell | Pl. Primer de Maig coord.            | Ajuntament             | P0266 | Biblioteca Can Puiggener · Carregueu una nova foto                                         |
| Biblioteca del Sud                                                      | Sabadell | Pg. dels Almogàvers, 49 coord.       | Ajuntament de Sabadell | P0346 | Biblioteca del Sud · Vegeu més fotos · Carregueu una nova foto                             |
| Biblioteca de Ponent                                                    | Sabadell | Pl. Ovidi Montllor, 5 coord.         | Ajuntament             | P0381 | Biblioteca de Ponent · Carregueu una nova foto                                             |
| Universitat Autònoma de Barcelona. Biblioteca Universitària de Sabadell | Sabadell | C. Emprius, 2 coord.                 | Universitat            | U0032 | Biblioteca Universitària de Sabadell · Carregueu una nova foto                             |
| Universitat Ramon Llull. Escola Superior de Disseny (ESDI)              | Sabadell | C. Marquès de Comillas, 81-83 coord. | Universitat            | U0067 | Escola Superior de Disseny · Vegeu més fotos · Carregueu una nova foto                     |